# عبد الرزاق يحيى الأشول
عبد الرزاق يحيى الأشْوَل من مواليد محافظة حجة - مديرية الشاهل عُيَّن وزيراً لوزارة التعليم الفني في حكومة خالد بحاح، وكان قبلها وزيراً للتربية والتعليم في حكومة باسندوة تاريخ 7 ديسمبر 2011م،  وظل في منصبه حتى قدمت حكومة خالد بحاح استقالتها في 22 يناير 2015م، بعد انقلاب اليمن 2014م الذي قام به الحوثيون.

## المؤهلات العلمية
حاصل على دكتوراه في التربية.

## وظائف سابقة
- أستاذ في كلية التربية بجامعة صنعاء.
- رئيس دائرة الشباب والطلاب في الأمانة العامة حزب للتجمع اليمني لللإصلاح منذ عام 2009م.
- وزير التربية والتعليم في حكومة باسندوة 7 ديسمبر 2011م - سبتمبر 2014م.[1]

## الاعتقال والإفراج عنه
اعتقله الحوثيون مباشرة بعد استيلاءهم على السلطة لأنه عارض انقلابهم ورفض الاعتراف به وقضى عام و3 أشهر في المعتقل وأفرجوا عنه في 14 يناير بوساطة أممية.